# Sui proverbi usati dagli alessandrini
Sui proverbi usati dagli alessandrini è una raccolta paremiografica attribuita in passato a Plutarco e per questo inclusa nei suoi Moralia.

## Struttura
Attribuiti a Plutarco dal Catalogo di Lampria, sono una raccolta di 131 proverbi, la maggior parte dei quali sono già presenti nelle raccolte maggiori di Zenobio e di Diogeniano, che, tuttavia, si contraddistinguono per la frequente citazione della fonte del proverbio, mentre lo Pseudo-Plutarco si limita a riportare la spiegazione. Probabilmente furono attribuiti a Plutarco per la loro caratteristica precipua, ossia la grande attenzione a costumi e usi locali.